# Чернігівка (Баштанський район)
Черні́гівка — село в Україні, у Вільнозапорізькій сільській громаді Баштанського району Миколаївської області. Населення становить 55 осіб. До 2018 року орган місцевого самоврядування — Новохристофорівська сільська рада.